# Черкес, Александр Ильич
Алекса́ндр Ильи́ч Черке́с (2 мая 1894, Харьков — 25 сентября 1974, Киев) — советский фармаколог и токсиколог. Действительный член Академии медицинских наук СССР (с 1960). Заслуженный деятель науки УССР (1946).

## Биография
Родился в 1894 году в Харькове. В 1917 году окончил медицинский факультет Харьковского университета. По окончании института работал на кафедре общей патологии университета под руководством А. В. Репрева.
В институте занимал должности: ассистент (1922—1930), доцент, с 1930 по 1944 год работал заведующим кафедрой фармакологии Харьковского медицинского института, одновременно был заведующим отделом токсикологии Украинского (ныне Харьковского) института гигиены труда и профзаболеваний (1925—1936).
С 1934 по 1946 год работал заместителем директора по науке Киевского НИИ фармакологии и токсикологии Минздрава УССР. С 1944 году руководил кафедрой фармакологии Киевского медицинского института (ныне Национальный медицинский университет имени А. А. Богомольца), одновременно с 1947 года руководил отделом Киевского НИИ фармакологии и токсикологии М3 УССР. С 1936 года — доктор медицинских наук, с 1944 года — профессор Харьковского и Киевского медицинского институтов.
Является автором около 150 научных работ, включая учебные пособия и монографии. Многие из его работа связаны в вопросами биохимической фармакологии сердечно-сосудистых средств и биохимической токсикологии. Создал теорию трофического действия сердечных гликозидов, основанную на изучении их влияния на метаболизм в миокарде в норме и при патологии.
Область научных интересов: фармакологическая регуляция сосудистого тонуса с применением гипохолестеринемических средств, ингибиторов моноаминоксидазы, ганглиоблокаторов, симпатолитиков, альфа- и бета-адреноблокаторов.
Долгие годы занимался изучением методов лечения при отравлениях солями тяжёлых металлов (свинец, кадмий, мышьяк), бензолом, окисью углерода. А. И. Черкес с сотрудниками предложил новые сердечно-сосудистые средства (бензогексоний, пирилен, цетамифен), антидот унитиол.
В разные годы был редактором редакционного отдела «Фармакология» 2-го издания БМЭ, заместителем председателя Всесоюзного и председателем Украинского научных обществ фармакологов, членом редколлегии журнала «Фармакология и токсикология».
Учеником Александра Ильича в своё время был украинский учёный в области токсикологии и фармакологии академик Фёдор Петрович Тринус. Среди его учеников Н. Дмитриева, С. Серебряная, А. Домбровская, Ю. Каган, М. Тараховский, О. Козловская, И. Чекман, С. Французова, Н. Горчакова и др.
Скончался 25 сентября 1974 года. Похоронен в Киеве на Байковом кладбище.

## Награды и звания
- Орден Трудового Красного Знамени (1943) — «за самоотверженную работу в эвакогоспиталях по лечению бойцов и командиров Красной Армии, раненых в боях с немецкими захватчиками, успешное проведение противоэпидемических мероприятий, хорошую организацию медицинского обслуживания населения и подготовку медицинских кадров»[6].
- Заслуженный деятель науки УССР (1946).
- Орден «Знак Почёта».
- Медали.

## Труды
- О реакции организма на лекарства и яды, Харьков, 1938;
- Экспериментальные исследования по фармакологии сердца, Харьков, 1941 (авт. ряда гл. и ред.);
- Основы токсикологии боевых отравляющих веществ, М., 1943; Фармакотерапия, Киев, 1955;
- Пособие по фармакотерапии, 1-е изд., Киев, 1961, 3-е изд., 1972 (совм. с Мельниковой В. Ф.);
- Сердечные гликозиды, Руководство по фармакологии., под ред. Н. В. Лазарева, т. 1, с. 502, Л., 1961 (в соавторстве);
- Руководство по токсикологии отравляющих веществ, Киев, 1964 (авт. ряда гл. и ред.).